# ماري لوسيا
ماري لوسيا (بالإنجليزية: Mary Lucia)‏ هي مقدمة برامج إذاعية أمريكية، ولدت في 6 أغسطس 1970.